# Suaux
Suaux är en kommun i departementet Charente i regionen Nouvelle-Aquitaine i västra Frankrike. Kommunen ligger  i kantonen Saint-Claud som ligger i arrondissementet Confolens. År 2022 hade Suaux 380 invånare.

## Befolkningsutveckling
Antalet invånare i kommunen Suaux
Referens:INSEE